# 浦舟町
浦舟町（うらふねちょう）は、神奈川県横浜市南区の町名。現行行政地名は浦舟町1丁目から浦舟町5丁目（字丁目）で、住居表示は未実施。面積は0.109km2。

## 地理
南区の北東部に位置する。幹線道路（大桟橋浦舟線）に沿った東西に細長い町域を持ち、関内に近い東が1丁目となっている。北は白妙町、東は大桟橋浦舟線の北側が真金町・同南側が万世町、南は中村川（その上部に首都高速神奈川3号狩場線）を挟み中村町と接する。境界の中村川には三吉橋、浦舟水道橋、道場橋、久良岐橋がかかる。浦舟水道橋のトラスは同川下流の西之橋から移設されたもので、かながわの橋100選および横浜市認定歴史的建造物に認定されている。西は首都高速阪東橋出入口を挟み高砂町と接している。このランプウェイは新吉田川の川跡で、下部は公園となっている。

## 歴史
町域の大部分は、古くは大岡川河口の入り江で、江戸時代に吉田勘兵衛により吉田新田として開墾された土地である。かつての中区南吉田町字南四ツ目・南五ツ目・南川外の各一部と三吉町字5丁目から1928年（昭和3年）9月1日に新設された。1943年に中区から南区が分離した事により、南区浦舟町となる。1944年に、横浜市立医学専門学校（現 横浜市立大学医学部）が開校。十全病院は、その附属病院となった。同年に人員疎開重点地域に指定されるとともに4丁目の十全病院が建物疎開地域に指定された。1945年5月に、横浜大空襲により被災。
横浜市立大学付属病院は1999年に新病院棟が完成し、2005年に横浜市立大学附属市民総合医療センターと名称を改めた。2016年2月には、花之木町から浦舟町2丁目の横浜市立大学医学部浦舟校舎跡地に南区総合庁舎が移転した。

### 地名の由来
近隣に白妙町・高根町があることから、山部赤人の歌「田子の浦にうち出でてみれば白妙の富士の高嶺に雪は降りつつ」にちなむとする説と、高砂町に隣接することから、謡曲「高砂」の一節から採られたとする説がある。

## 世帯数と人口
2025年（令和7年）6月30日現在（横浜市発表）の世帯数と人口は以下の通りである。
| 丁目        | 世帯数    | 人口    |
| ----------- | --------- | ------- |
| 浦舟町1丁目 | 827世帯   | 1,062人 |
| 浦舟町2丁目 | 263世帯   | 352人   |
| 浦舟町3丁目 | 545世帯   | 662人   |
| 浦舟町4丁目 | 124世帯   | 226人   |
| 浦舟町5丁目 | 353世帯   | 513人   |
| 計          | 2,085世帯 | 2,815人 |

### 人口の変遷
国勢調査による人口の推移。
| 年                 | 人口  |
| ------------------ | ----- |
| 1995年（平成7年）  | 1,571 |
| 2000年（平成12年） | 1,567 |
| 2005年（平成17年） | 2,568 |
| 2010年（平成22年） | 2,354 |
| 2015年（平成27年） | 2,477 |
| 2020年（令和2年）  | 2,667 |

### 世帯数の変遷
国勢調査による世帯数の推移。
| 年                 | 世帯数 |
| ------------------ | ------ |
| 1995年（平成7年）  | 1,044  |
| 2000年（平成12年） | 999    |
| 2005年（平成17年） | 1,390  |
| 2010年（平成22年） | 1,308  |
| 2015年（平成27年） | 1,468  |
| 2020年（令和2年）  | 1,662  |

## 学区
市立小・中学校に通う場合、学区は以下の通りとなる（2024年11月時点）。
| 丁目        | 番地 | 小学校               | 中学校                 |
| ----------- | ---- | -------------------- | ---------------------- |
| 浦舟町1丁目 | 全域 | 横浜市立南吉田小学校 | 横浜市立横浜吉田中学校 |
| 浦舟町2丁目 | 全域 | 横浜市立南吉田小学校 | 横浜市立横浜吉田中学校 |
| 浦舟町3丁目 | 全域 | 横浜市立南吉田小学校 | 横浜市立共進中学校     |
| 浦舟町4丁目 | 全域 | 横浜市立南吉田小学校 | 横浜市立共進中学校     |
| 浦舟町5丁目 | 全域 | 横浜市立南吉田小学校 | 横浜市立共進中学校     |

## 事業所
2021年（令和3年）現在の経済センサス調査による事業所数と従業員数は以下の通りである。
| 丁目        | 事業所数  | 従業員数 |
| ----------- | --------- | -------- |
| 浦舟町1丁目 | 39事業所  | 179人    |
| 浦舟町2丁目 | 24事業所  | 906人    |
| 浦舟町3丁目 | 35事業所  | 1,146人  |
| 浦舟町4丁目 | 20事業所  | 2,536人  |
| 浦舟町5丁目 | 13事業所  | 198人    |
| 計          | 131事業所 | 4,965人  |

### 事業者数の変遷
経済センサスによる事業所数の推移。
| 年                 | 事業者数 |
| ------------------ | -------- |
| 2016年（平成28年） | 118      |
| 2021年（令和3年）  | 131      |

### 従業員数の変遷
経済センサスによる従業員数の推移。
| 年                 | 従業員数 |
| ------------------ | -------- |
| 2016年（平成28年） | 3,621    |
| 2021年（令和3年）  | 4,965    |

## 施設

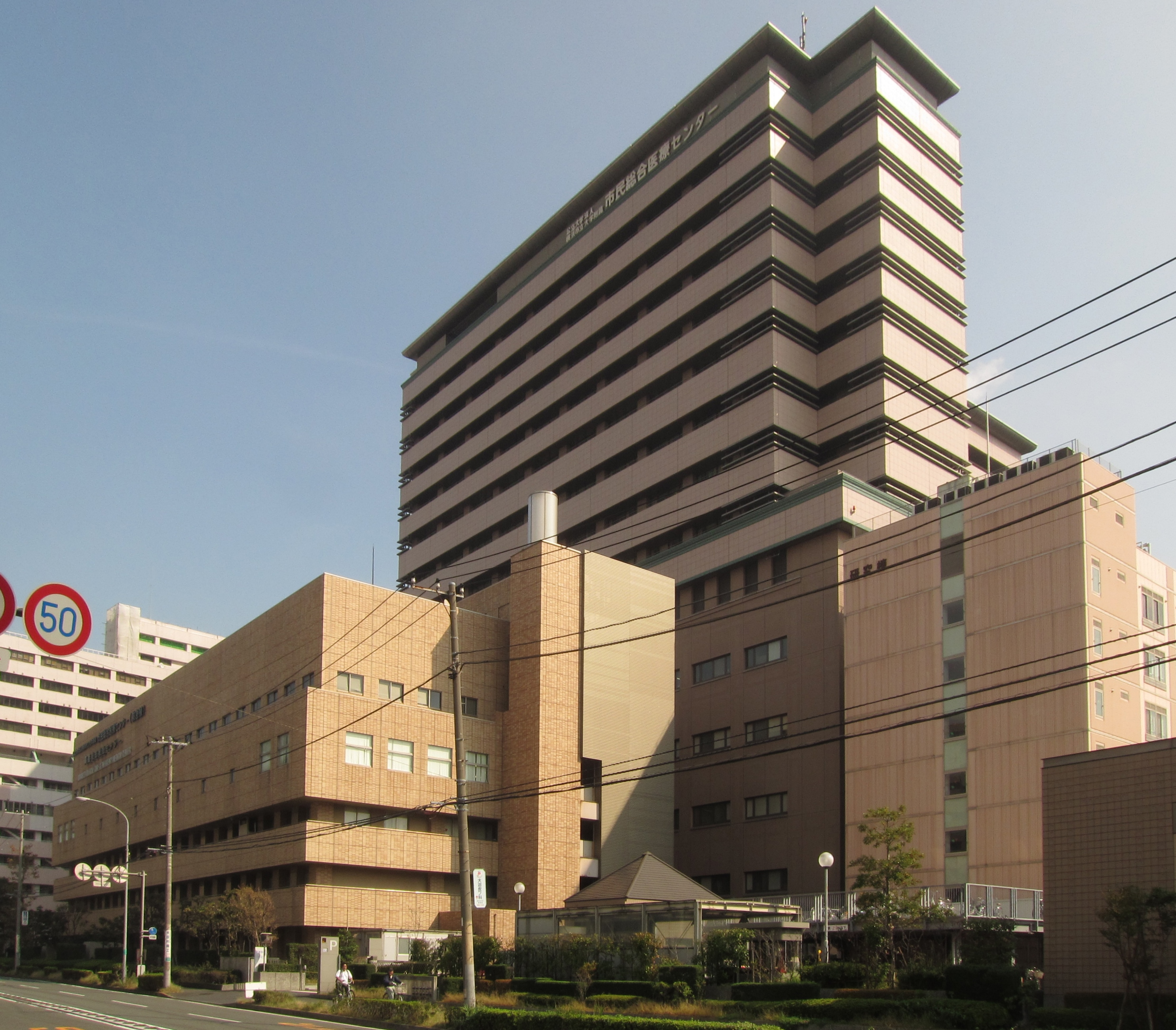
市大センター病院

町の東端の1丁目と真金町との境は、大通り公園まで続く横浜橋通り商店街、その南側の万世町との境は三吉橋通り商店街で、3・4丁目の境は医大通り。商店はこの3つの商店街に集中している。2丁目には、区役所や土木事務所、消防署などからなる南区総合庁舎が2016年に完成し、向かいには横浜浦舟郵便局がある。4丁目には横浜市立大学附属市民総合医療センター（通称 市大センター病院）、3丁目の隣接地には主に同院の入院患児を対象とした横浜市立浦舟特別支援学校がある。

## 交通
1928年に横浜市電が開通し、三吉橋と浦舟町の停留所が設けられたが、1972年に廃止された。現在町内に鉄道駅はないが、南区総合庁舎では徒歩約8分の横浜市営地下鉄ブルーライン阪東橋駅を最寄り駅として案内している。浦舟町バス停からは、横浜駅・関内地区と磯子駅方面を結ぶ京浜急行バス、横浜駅などと磯子区滝頭を結ぶ横浜市営バス、桜木町駅と保土ケ谷駅・二俣川駅を結ぶ相鉄バスが利用可能である。南区総合庁舎が移転した2016年2月から1年間の予定で、同庁舎と区内の最戸や六ツ川、南永田を結ぶシャトルバスも試験運行されている。
1丁目から5丁目まで、大さん橋・横浜公園方面から鎌倉街道の南側に並行して国道16号につながる主要地方道大桟橋浦舟線（市道山下高砂線）が東西に貫き、2・3丁目の境は西区浜松町方面に至る藤棚浦舟通りが南北に通る。

## その他

### 日本郵便
- 郵便番号 : 232-0024[3]（集配局：横浜南郵便局[20]）

### 警察
町内の警察の管轄区域は以下の通りである。
| 番・番地等 | 警察署   | 交番・駐在所 |
| ---------- | -------- | ------------ |
| 全域       | 南警察署 | 浦舟町交番   |